# 14a edició dels Premis Mestre Mateo
La 14a edició dels premis Mestre Mateo fou celebrada el 23 d'abril de 2016 per guardonar les produccions audiovisuals de Galícia del 2015. Durant la cerimònia, l'Academia Galega do Audiovisual va presentar els Premis Mestre Mateo en 25 categories d'entre 159 candidatures. La gala es va celebrar al Palau de l'Òpera de La Corunya i va ser presentada per l'humorista Xosé Antonio Touriñán i la presentadora de la Televisión de Galicia, Marga Pazos.
La pel·lícula O descoñecido va ser la gran triomfadora d'aquesta edició en obtenir 12 premis, entre ells el de millor pel·lícula, millor director (Dani de la Torre), millor actor (Luis Tosar), millor actriu (Paula del Río) i millor actor de repartiment (Javier Gutiérrez).

## Premis

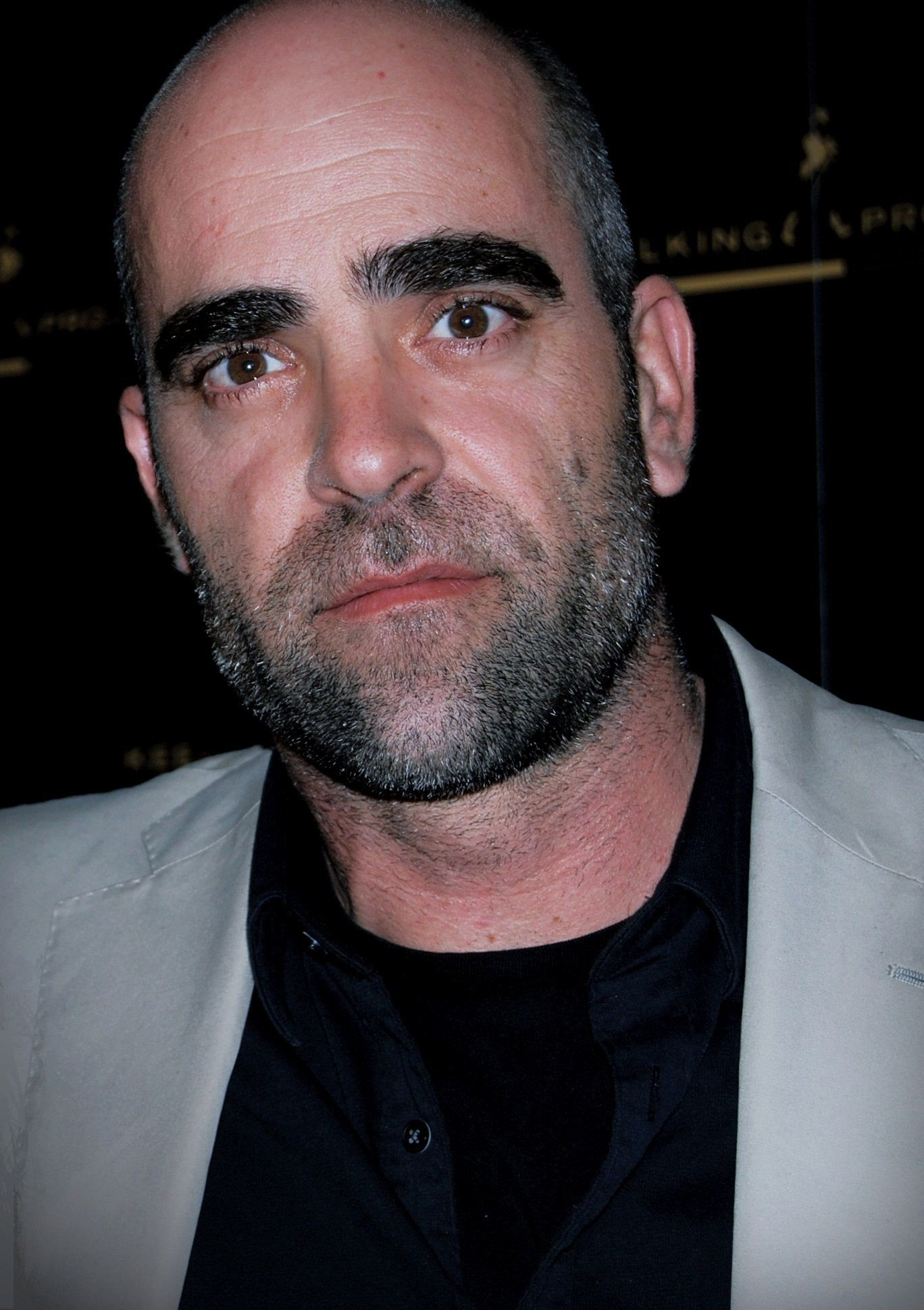
Luís Tosar, Millor actor.

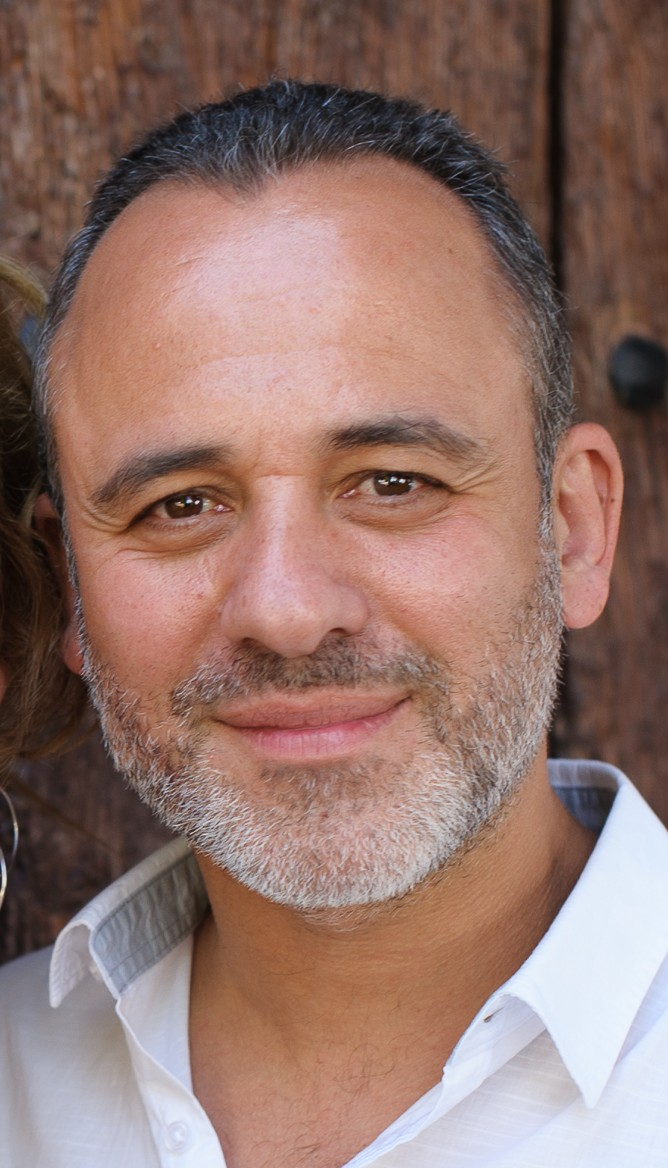
Javier Gutiérrez, Millor actor secundari.

Els guanyadors són els que apareixen en primer lloc i destacats en negreta.
| Millor pel·lícula | Millor director |
| --- | --- |
| - O descoñecido – Vaca Films, Atresmedia Cine i TVG - Lobos sucios – Agallas Films, Dream Team Concept, Left Field Ventures i TVG - Las altas presiones – Matriuska Producciones i TVG - A praia dos afogados – Foresta Films, Milou Films i Tornasol Films                      | - Dani de la Torre – O descoñecido - Ángel Santos – Las altas presiones - Miguel Conde, Jorge Saavedra, Manuel A. Espiñeira – Serramoura - Simón Casal de Miguel – Lobos sucios                                                        |
| Millor actor | Millor actriu |
| - Luís Tosar – O descoñecido com Carlos - Antonio Durán "Morris" – Hospital Real - Federico Pérez – Era visto! como Moncho - Matthew Fox – Extinction com Patrick | - Paula del Río – O descoñecido com Sara - Susana Dans – Hospital Real - Nuncy Valcárcel – Luci com Luci - Marian Álvarez – Lobos sucios                                                                                               |
| Millor actor secundari | Millor actriu secundària |
| - Javier Gutiérrez – O descoñecido com Lucas - Fernando Cayo – O descoñecido com Espinosa - Monti Castiñeiras – Serramoura com Mario Piñeiro - Ricardo de Barreiro – Lobos sucios com Virutas                                                                                    | - Elvira Mínguez – O descoñecido com Belén - Carmen Méndez – Pazo de familia com Rita - Manuela Vellés – Lobos sucios com Candela - Tamara Canosa –Hospital Real                                                                       |
| Millor guió | Millor realitzador |
| - O descoñecido – Alberto Marini - Serramoura – Alberto Guntín, Víctor Sierra i Xosé Morais - Era visto! – Carlos Ares, Xosé Castro i Andrés Mahía - Hospital Real – Carlos Portela i Lidia Fraga - Lobos sucios – Paula Cons, Felipe Rodríguez, Noelia del Río i Carmen Abarca  | - Land Rober - Tunai Show – José Villaverde - E agora qué? Criaturiñas en apuros – Jorge Saavedra - Que casas! – Gael Herrera Batallán - Luar Milenario – Gonzalo Pintos Moreu                                                         |
| Millor videoclip | Millor documental |
| - Buscando a súperfama (Heredeiros da Crus) – Miss Movies - A insignificante historia do home astromónico – Cristián Silva - El animal en mí (Fernando Tato) – Igloo. I do visual - La reina ourensana – Control Z - Mi punto de vista (Bea a de Estrella) – Píxel Films e BeArt | - Os días afogados – Amanita Films i TVG - Torre de Breoghán – Abano Producións, Mar Maior, Luar na Lubre i Mirmidón Producións - Unitarias. Historia dun Mestre galego – Adiviña Producións i TVG - Querida Gina – Artemática i TVG   |
| Millor sèrie de televisió | Millor programa de televisió |
| - Serramoura – Voz Audiovisual para TVG - Hospital Real – Ficción Producciones i TVG - Luci – Portocabo e TVG - Pazo de familia – Central de Telecontenidos para TVG | - Zigzag diario – TVG - Naqueles Tempos – Suído Producións para TVG - Land Rober - Tunai Show – TVG i CTV amb Destino Bergen - Oh happy day! – TVG i Portocabo                                                                         |
| Millor direcció de producció | Millor direcció artística |
| - Carla Pérez de Albeniz – O descoñecido - Carlos Amoedo –Lobos sucios - María Liaño – Extinction - Paula Fernández – Serramoura | - Antonio Pereira – Lobos sucios - Ángel Amaro – Serramoura - Juan Pedro de Gaspar – O descoñecido - Suso Montero – Hospital Real |
| Millor comunicador de televisió | Millor muntatge |
| - Martín Barreiro – Telediario Territorial Galicia. O tempo - Lucía Regueiro – Luar - Roberto Vilar – Land Rober - Tunai Show - Rodrigo Vázquez – Oh Happy Day | - O descoñecido – Jorge Coira - Hospital Real – Óscar González, Lourdes Rodríguez - Lobos sucios – Jordi López - Serramoura – Marisol Torreiro, Dani Castro, Óscar González, Lu Rodríguez, Pablo Muñoz i Pablo Paz                     |
| Millor música original | Millor so |
| - O descoñecido – Manuel Riveiro - Serramoura – Manu Conde - Lobos sucios – Sergio Moure - O médico certo – Zeltia Montes | - O descoñecido – David Machado, Nacho Arenas i Jaime Fernández - Serramoura – Alfonso Couceiro i Víctor Seixo - Lobos sucios – Guilhem Donzel i Srdjan Kurpjel M.P.S.Z. - Extinction – Janos Köporosy, Nacho Arenas i Jaime Fernández |
| Millor fotografia | Millor maquillatge i pentinat |
| - O descoñecido – Josu Incháustegui - Las altas presiones – Alberte Branco - Hospital Real – Jerome Kim - Lobos sucios – Sergi Gallardo | - Hospital Real – Óscar Aramburu i Sabela Sanmartín - O descoñecido – Raquel Fidalgo i Noé Montes - Lobos sucios – Oriane de Neve i Antonella Prestigia - Hotel Almirante – Susana Veira i Yolanda Sousa                               |
| Millor sèrie web | Millor producció de publicitat |
| - El método sueco – Porco Bravú - Dalle Jas!, la webserie – Audiobeesual - Gafas E Pallaso – Perico Balado i Duarte GaIbán - P.I.B.(Producto Interior Bruto) – Asociación Cultural Os Ghairas                                                                                    | - Imposible sin ti – Tex45 Producións en col·laboració amb Ainé Producións - Loida. Así es, así somos – Miss Movies - Científico en Navidad – Algarabía Animación - Carrera de la Mujer – Algarabía Animación                          |
| Millor curtmetratge | Millor pel·lícula d'animació |
| - Eco – Xacio Baño - Disney – Jorge Saavedra - Ladrones de Tiempo – IdovisualeBululú Creativos - Restart – Miss Movies, Píxel Films e Escola de Imaxe e Son da Coruña | - O Terceiro Porco – IES Imaxe e Son - FruitIsland – Escola de Imaxe e Son de Vigo (EISV) i Producciones Vigo - Ascenderde Becario – BUH Animation                                                                                     |
| Millor disseny de vestauri | |
| - Lobos sucios – Marta Anta - Extinction – Andrea Flesch - O descoñecido – Ana López - Hospital Real – Eva Camino | |

## Premis especials

### Premio de Honra Fernando Rey
- Xavier Villaverde

### Premio José Sellier
- NUMAX, cinema, llibreria i laboratori de producció obert a Compostel·la